# Aurélie Chaboudez
Aurélie Chaboudez (* 9. Mai 1993 in Montbéliard) ist eine französische Leichtathletin, die sich auf den 400-Meter-Hürdenlauf spezialisiert hat und auch mit der französischen 4-mal-400-Meter-Staffel Erfolge verbuchen konnte.

## Sportliche Laufbahn
Aurélie Chaboudez nahm 2010 an der Premiere der Olympischen Jugendspiele in Singapur teil und gewann dort die Goldmedaille über 400 Meter Hürden und setzte sich dabei deutlich gegen die Dänin Stina Troest durch. 2011 gewann sie bei den Junioreneuropameisterschaften im estnischen Tallinn die Silbermedaille und belegte mit der französischen Staffel den fünften Platz. Auch 2012 konnte sie die Silbermedaille bei den Juniorenweltmeisterschaften in Barcelona gewinnen. Dabei stellte sie einen neuen französischen Juniorinnenrekord von 57,14 s auf und musste sich dabei nur der Jamaikanerin Janieve Russell geschlagen geben.
2013 verpasste sie bei den U23-Europameisterschaften im finnischen Tampere als Vierte nur knapp eine weitere Medaille bei einer Großveranstaltung. Zwei Jahre später gewann sie bei den U23-Europameisterschaften in Tallinn die Bronzemedaille über die Hürden und wurde mit der französischen Staffel im Finale disqualifiziert. Bei den Weltmeisterschaften in Peking gelangte sie bis in das Semifinale.
Im Juni 2016 erreichte Chaboudez das Halbfinale der Europameisterschaften in Amsterdam.

## Bestleistungen
- 400 Meter Hürden: 55,51 s, 6. Juni 2015 in Marseille
- Siebenkampf: 5660 Punkte, 29. Juli 2011 in Albi
  - Fünfkampf (Halle): 4010 Punkte, 6. März 2011 in Sheffield